# Kanári fenyő
A kanári fenyő (Pinus canariensis) az ősnövénytani leletek tanúsága szerint egykor valószínűleg az északi flórabirodalom nagy területein élhetett, de a Würm-glaciális után Makaronéziába szorult vissza. Erre utal az is, hogy a tőle meglehetősen távol élő himalájai hosszútűs fenyő (Pinus roxburghii) a megtévesztésig hasonlít hozzá. Mint neve is mutatja, főleg a Kanári-szigeteken fordul(t) elő; elterjedési területe mára az öt nyugati szigetre (Gran Canaria, Tenerife, La Gomera, La Palma, El Hierro) szorult össze. A különböző szigeteken élő fenyők kloroplasztiszainak genetikai elemzése kimutatta, hogy a kanári fenyő őse a korai kréta időszakban jutott át a szárazföldről a szigetekre.

## Megjelenése
A szárazabb vidékeken tömött, máshol ritkás ágrendszerű fa. Húsz-harminc méter magasra nő; kúpos koronája idővel lekerekedik. Kérge sokáig vörösbarna, aprón pikkelyes, később bordás, illetve nagy táblákra repedezik.. Hajtásain a tűk sokáig magányosak, visszatérően „fiatalkori”, azaz „valódi levelesek” (euphyllum), sűrű, finom rajzolattal pikkelyesek. Húsz–harminc centiméteresre is megnövő, vékony, fényes világoszöld vagy hamvas tűi hosszú szálú fűcsomókként hajlanak alá az ágvégeken. A hármasával növő tűk fiatalon kékes árnyalatúak, később világoszöldek; hosszabbak, mint a ma is a Mediterráneumban élő közeli rokon fajokéi (P. eldarica, P. halepensis). 8–17 cm-es tobozai hengeres-kúposak, csontszerűen kemények; élelt pajzsuk határozottan ormos és kiemelkedik, a köldöke tompa.

## Életmódja
Örökzöld, de tűit tavasszal, egy viszonylag rövid időszakban váltja. Tenerifén, Gran Canarián, Hierrón, La Gomerán és La Palmán is főleg a középmagas övben (1100–2200 m magasan) nő.
A talaj minőségére nem érzékeny, a szárazságot jól tűri. Ha elég vizet kap, gyorsan nő. A világos helyeket szereti. Fagyérzékeny, ezért Magyarországon csak kedvező mikroklímájú helyekre ültethető ki.
Jelentősége a szigetek vízellátásában alapvető; nagyrészt a kanári fenyőnek köszönhető, hogy az 1500 m-nél magasabbra emelkedő szigetek vízellátása megfelelő; a szigetcsoport alacsonyabb tagjai a partmenti sáv kivételével kopárak. A hosszú tűk fő szerepe ugyanis a pára kondenzálása. A felhőszint fölött növő fenyők tűin a nedvesség kondenzálódik, és a levelek ettől erőteljesen lehajlanak, amíg a vízcsepp le nem csöppen róluk a földre. Felhős napokon egy-egy fenyő mintegy 1500 liter vizet juttat így a talajba, és ebből csak mintegy 800 liternyit használ föl: a szigeteken ezt a jelenséget vízszintes esőnek hívják.[forrás?]

## Képek

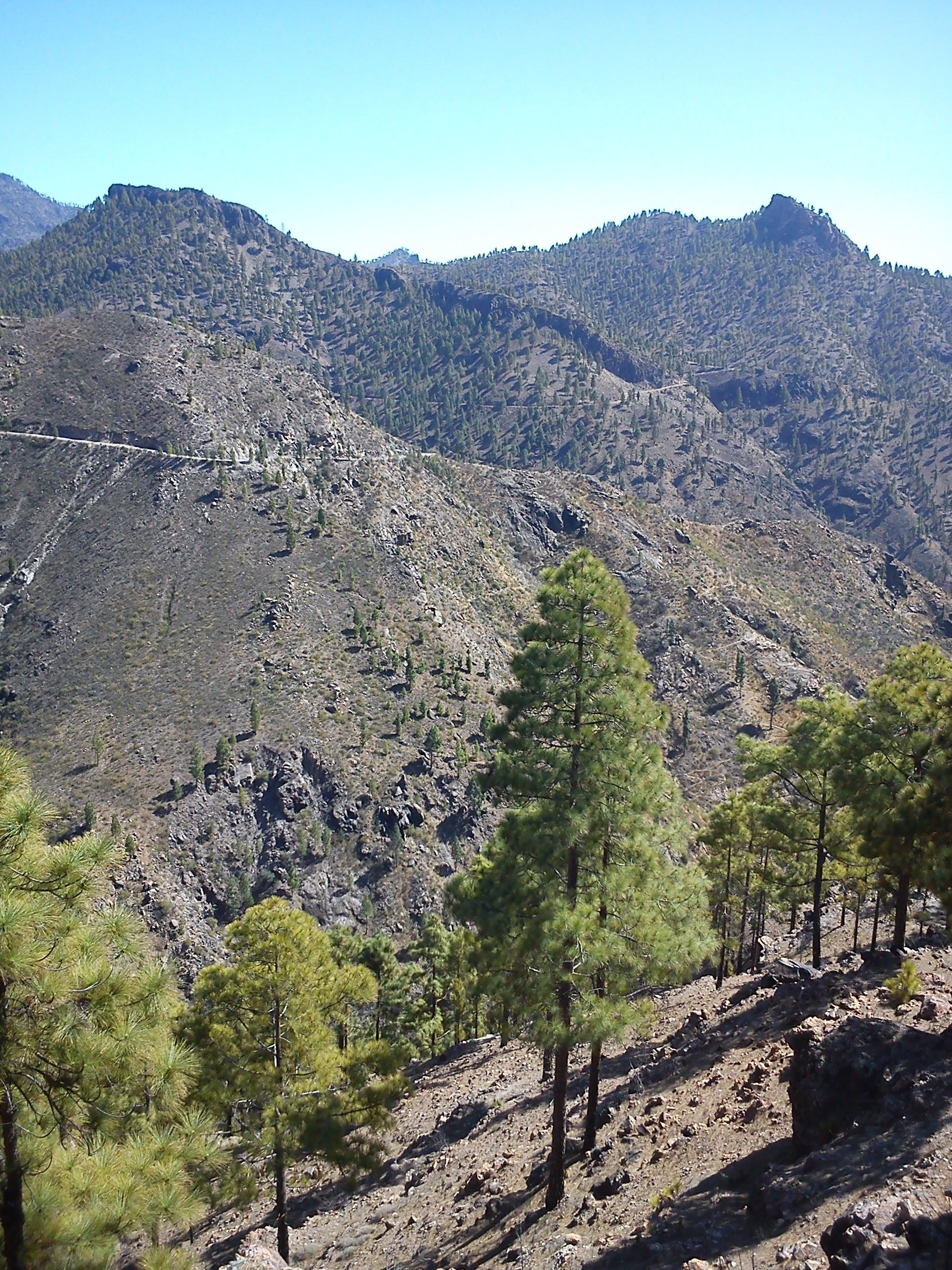
Kanári fenyők Gran Canaria központi hegyeiben
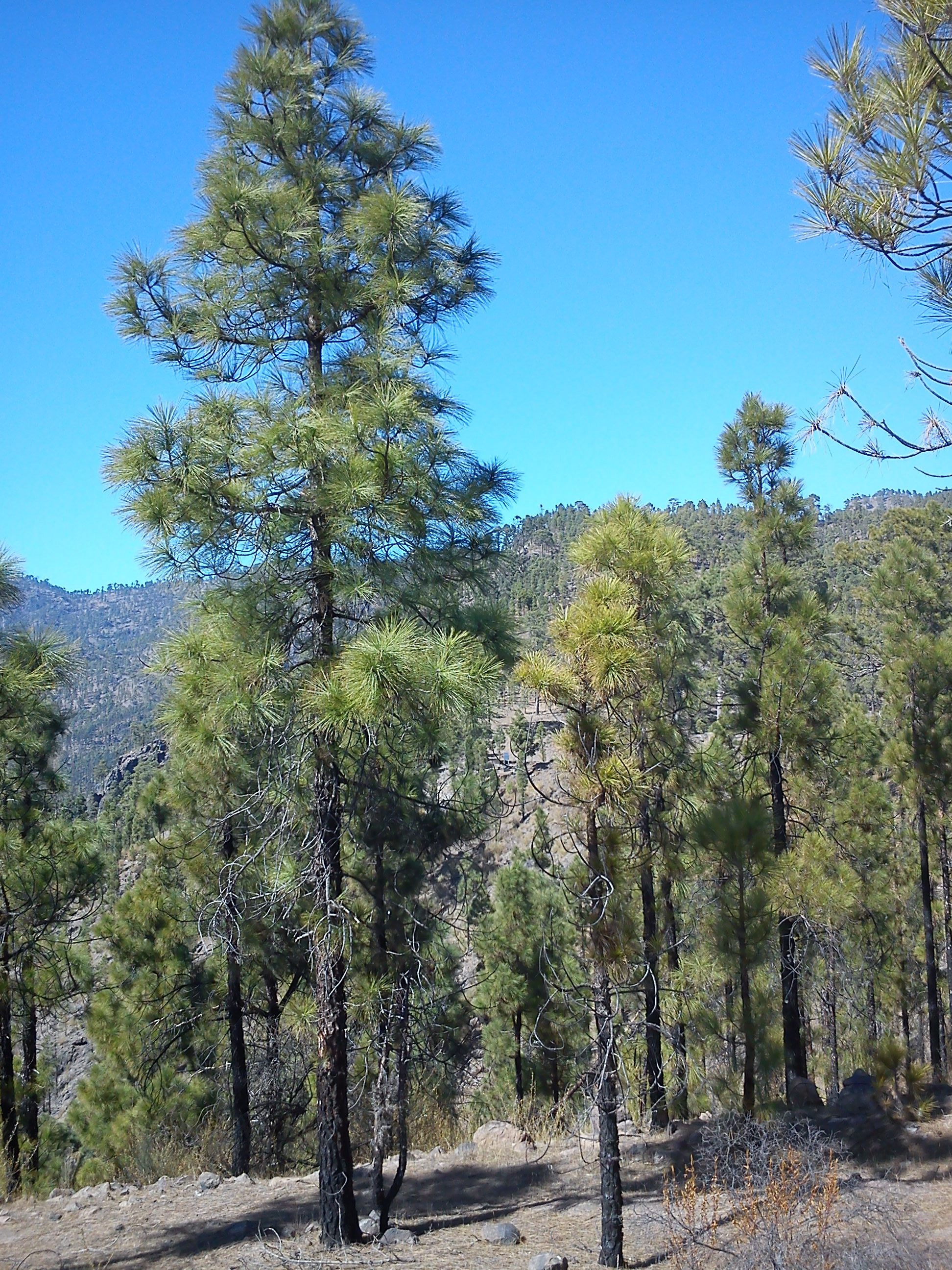
Kanári fenyők Ayacata mellett, Gran Canaria
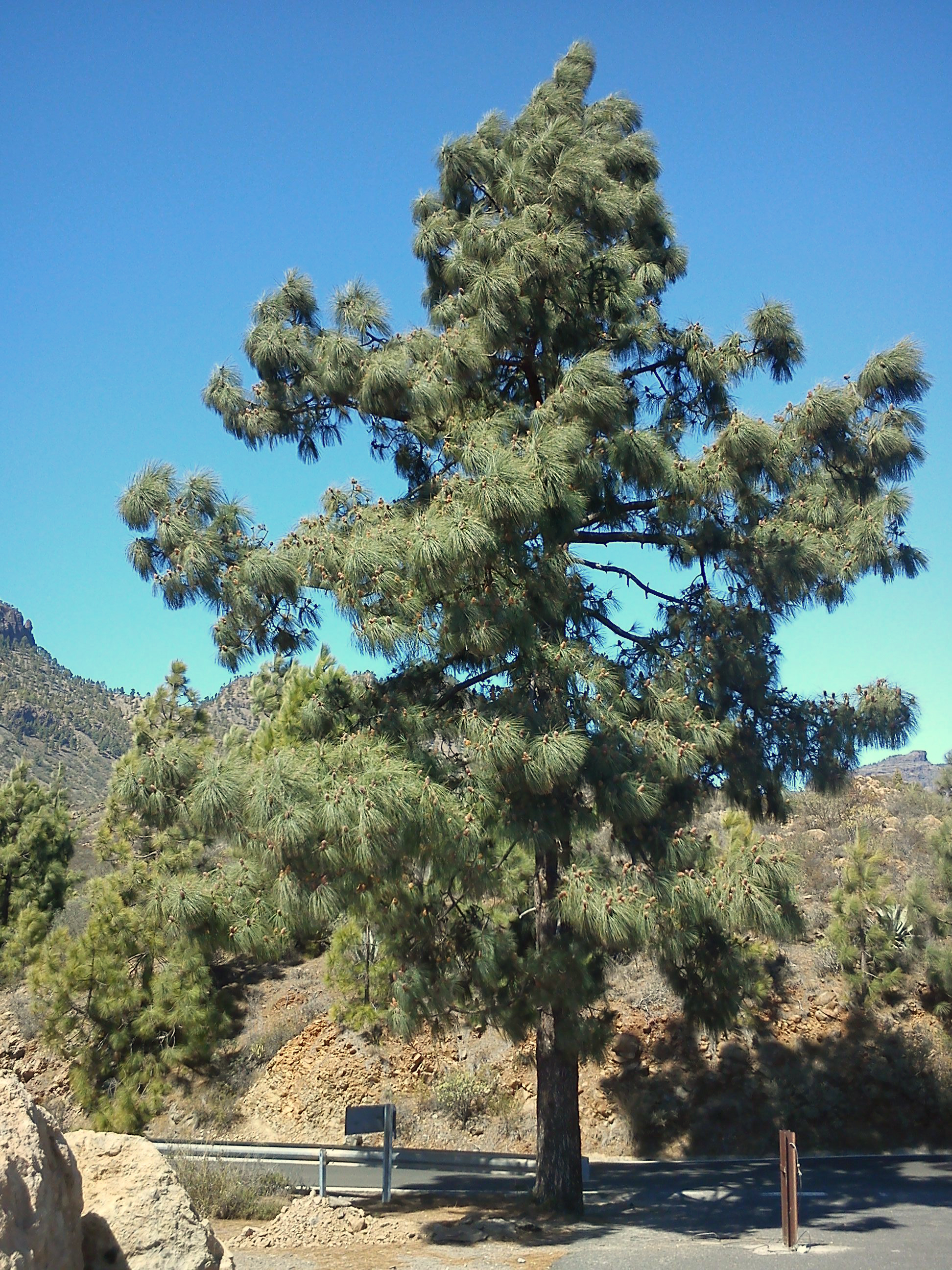
Kanári fenyő, Gran Canaria
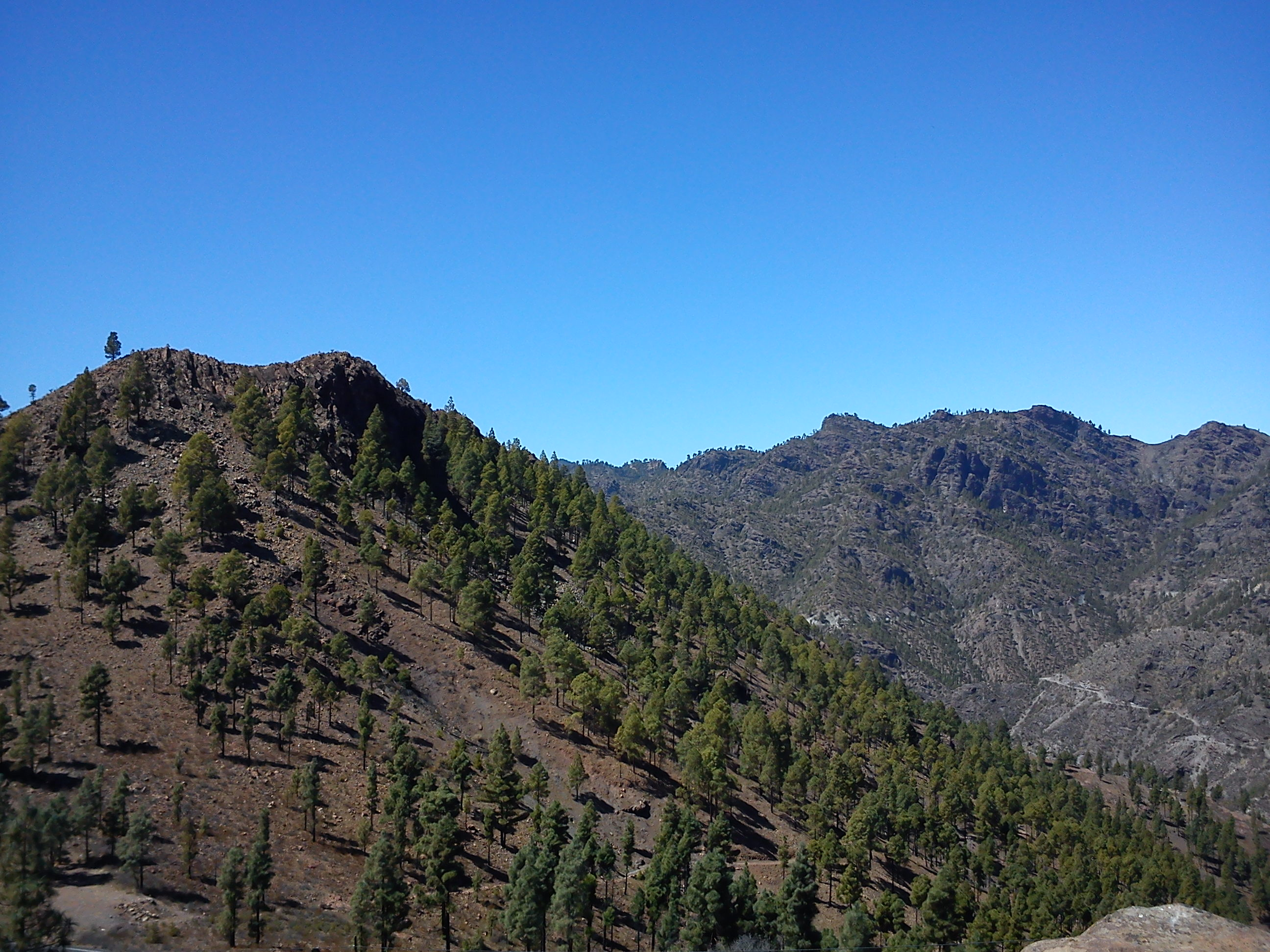
Fenyves Gran Canaria központi hegyeiben
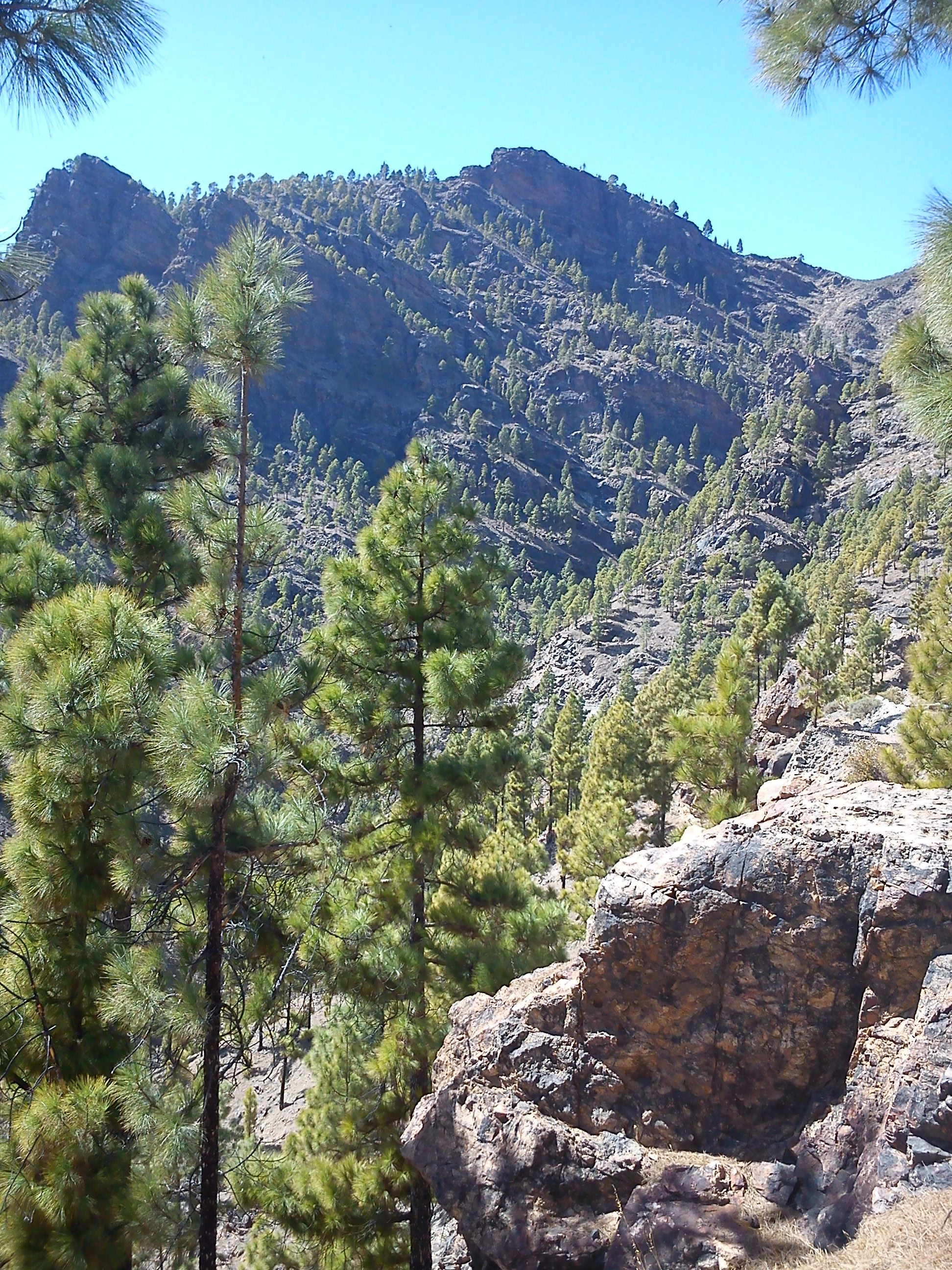
Kanári fenyők Gran Canaria nyugati részén
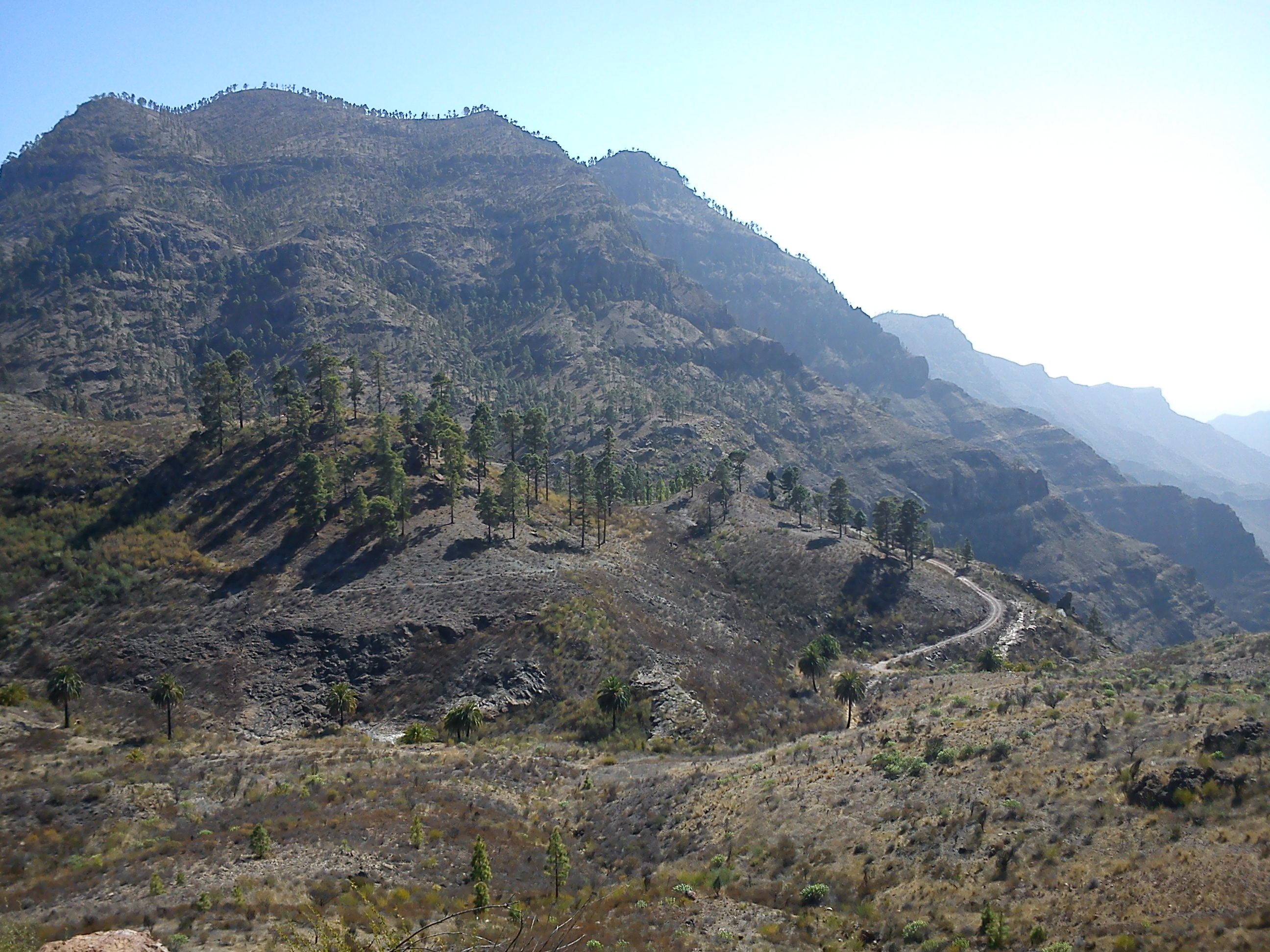
Kanári fenyők és kanári datolyapálmk a sziget nyugati hegyvidékén, Gran Canaria
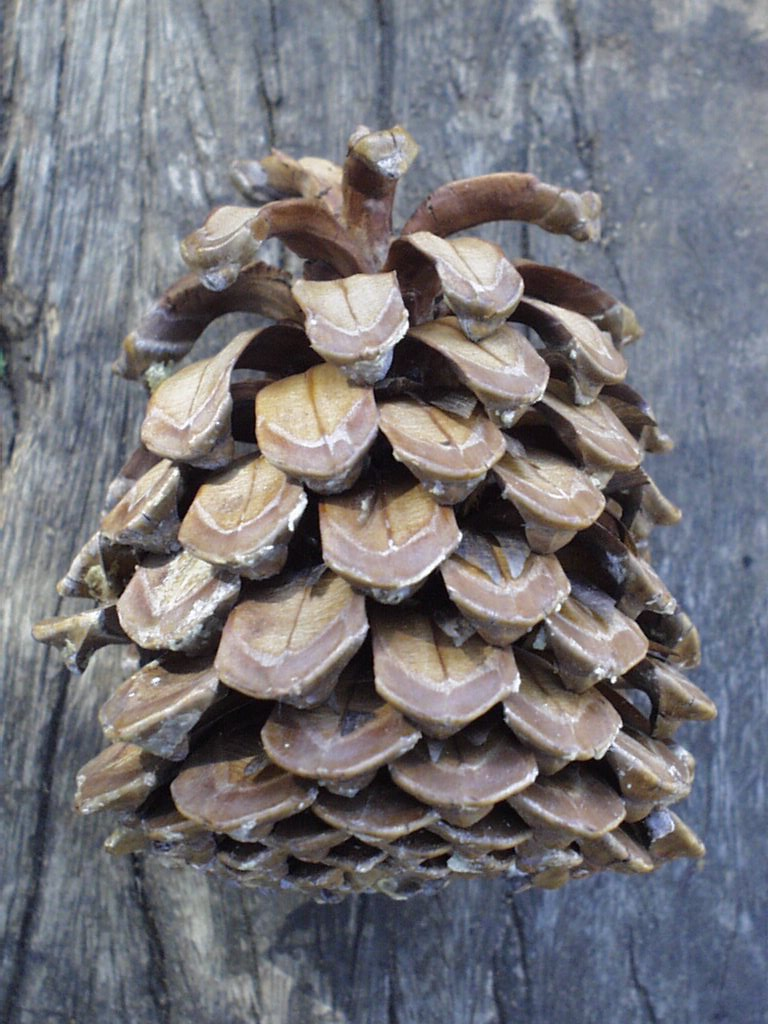
Toboza